# Давор Кус
Давор Кус (рођен 21. јула 1978. у Ријеци) је бивши хрватски кошаркаш. Играо је на позицији бека.

## Каријера
Највећи траг у каријери је оставио у дресу Цибоне за коју је наступао у четири наврата. Са Цибосима је осам пута освајао првенство Хрватске, четири пута куп и једном Јадранску лигу. Ван Хрватске је наступао у екипама атинског АЕК-а, Уникахе, Бенетона и Фуенлабраде. Каријеру је завршио 2015. године.
Као члан кошаркашке репрезентације Хрватске наступао је на Европским првенствима 2007. и 2009, на Олимпијским играма 2008. и на Светском првенству 2010. године.